# ブルックリン海軍工廠

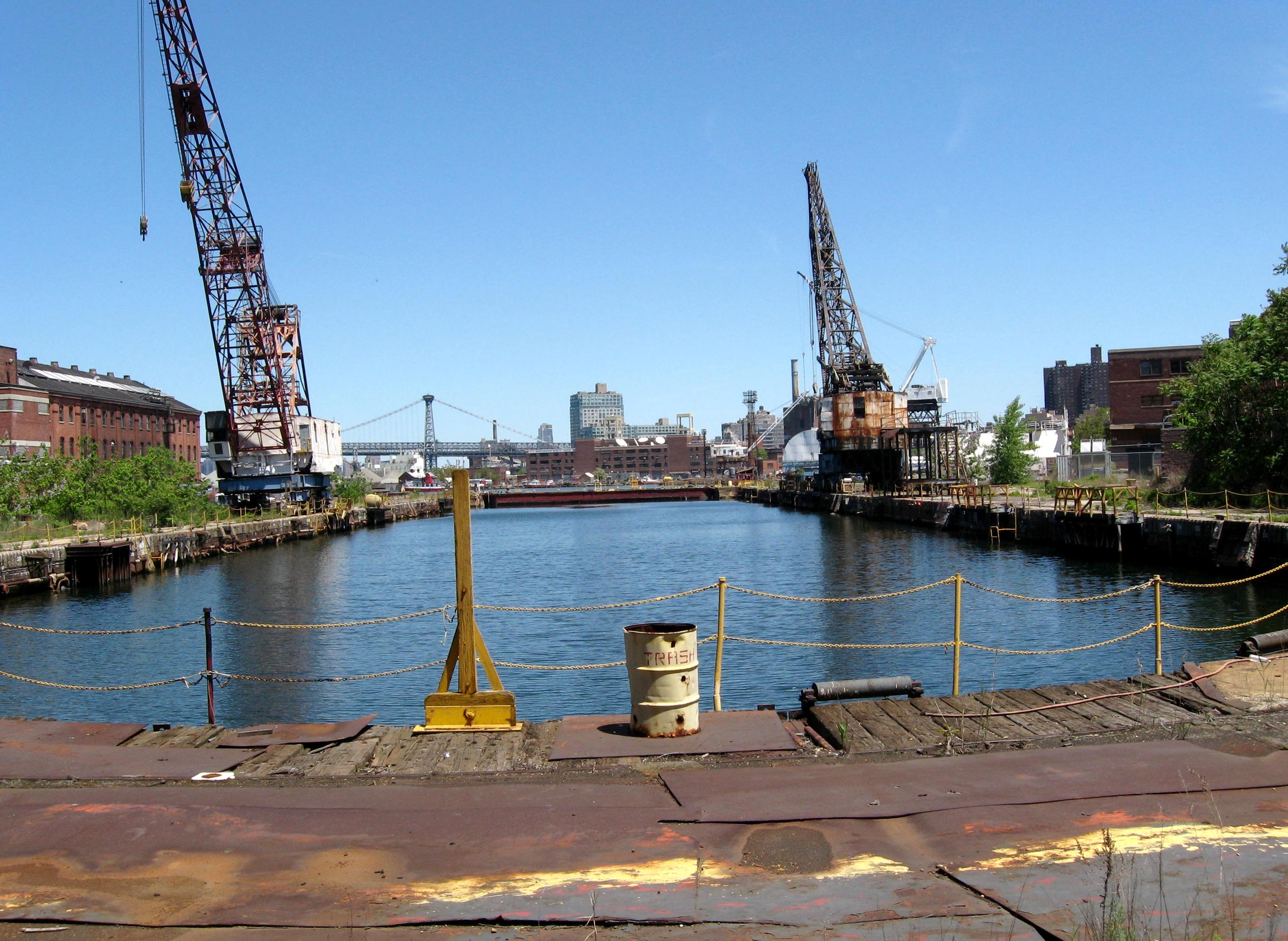
工廠の乾ドック

ブルックリン海軍工廠（Brooklyn Navy Yard）は、ニューヨーク市ブルックリン区にあるアメリカ海軍の造船所である。ニューヨーク海軍造船所（New York Naval Shipyard）、ニューヨーク海軍工廠（New York Navy Yard）、合衆国海軍工廠ニューヨーク（United States Navy Yard, New York）としても知られる。工廠はバッテリー・パークの1.7マイル北東部、イースト・リバーのブルックリン側に位置する。
本工廠は1801年に連邦政府によって設立された。南北戦争により工廠は約6,000名を採用し拡張された。第二次世界大戦の直前に工廠は8kmの舗装路を持ち、99mから213mに及ぶ4つの乾ドック、2本の鋼製船舶用運河、引き上げ作業用の6つのポンツーンと円筒状フロート、船舶用バラック、発電所、巨大な通信所、鉄道拍車、鋳造所、機械工場、倉庫を有していた。1938年に工廠は10,000人を雇用し、その3分の1は公共事業促進局（Works Progress Administration, WPA）によって雇用された。第二次世界大戦のピーク時には70,000人が働いた。
工廠は1815年に進水したロバート・フルトンのフリゲート「フルトン」（USS Fulton）を建造するために開設された。アメリカ初の装甲艦である「モニター」（USS Monitor）の金属装甲が外装されたのは本工廠であった。1890年には「メイン」（USS Maine, ACR-1）が本工廠で進水した。1937年には戦艦「ノースカロライナ」（USS North Carolina, BB-55）が起工している。「アイオワ」（USS Iowa, BB-61）は1942年に完成した。航空母艦「アンティータム」（USS Antietam, CVA-36）は1952年12月に初のアングルド・デッキをもつ航空母艦として本工廠で改修が完了し、1953年1月12日にテストを開始した。
ブルックリン海軍工廠の労働者にとっては不幸なことに、20世紀の大半を通じて石綿が船の建造および修理に広く使用されていた。連邦政府は健康問題訴訟にうまく対処したが、同工廠を退職した何千名もの労働者はアメリカ海軍に石綿製品を供給した企業に対し多くの訴訟を提訴した。
海軍は1966年に工廠を解役し、ニューヨーク市に売却した。現在は民間企業および商業活動エリアとなっている。200以上のテナントに3,500名もの従業員が就労し、ブルックリン海軍工廠開発株式会社が管理、運営している。2013年11月10日の例では、レディー・ガガの新アルバム発売記念のイベント会場に利用されている。
工廠にはニューヨーク市が所有する3つの桟橋があり、シートレイン・シップビルディング・アンド・コースタル・ドライドック・アンド・リペア株式会社によって管理、操作されている。350フィートから890フィートまでの長さの10のバースと7mから12mの深さの10フィートデッキを持っている。